# Сант'Антонио (Фрозиноне)
Сант'Антонио је насеље у Италији у округу Фрозиноне, региону Лацио.
Према процени из 2011. у насељу је живело 579 становника. Насеље се налази на надморској висини од 176 м.